# Synagoga w Głogowie
Synagoga w Głogowie (niem. Synagoge in Glogau) – największa synagoga głogowskiej gminy żydowskiej, znajdująca się przy obecnej ulicy Hugona Kołłątaja, dawnej Wingenstraße.
Miała w założeniu stanowić ważną dominantę w krajobrazie miasta i świadczyć o randze tutejszej gminy żydowskiej. Była uważana za jedną z najpiękniejszych synagog w Niemczech.
W 1891 roku nastąpiło uroczyste położenie kamienia węgielnego pod budowę nowej synagogi. Inspiracją berlińskich architektów Hansa Abessera i Jürgena Krögera była monachijska synagoga. Uroczyste otwarcie synagogi nastąpiło we wrześniu 1892 roku.
Podczas nocy kryształowej z 9 na 10 listopada 1938 roku, bojówki hitlerowskie splądrowały i spaliły synagogę. Wkrótce jej zgliszcza rozebrano do fundamentów.
Murowany budynek synagogi wzniesiono na planie zbliżonym do prostokąta, w mieszanym stylu neogotyckim, eklektycznym oraz neorenesansowym. Jej najbardziej charakterystycznym elementem był trzon, który stanowił masywną i wysoką na 32 metry część wieżową, zwieńczoną wielką kopułą. Po bokach znajdowały się parterowe przybudówki zwieńczone kopułami, w których znajdowały się wejścia boczne. Cała synagoga mogła pomieścić 300 mężczyzn i 250 kobiet.
W 55. rocznicę spalenia synagogi odsłonięto w Głogowie pomnik poświęcony pamięci społeczności żydowskiej tego miasta. Monument – miejsce pamięci (proj. inż. arch. Dariusza Wojtowicza) tworzą: zrekonstruowany na oryginalnych fundamentach synagogi obrys jej murów oraz niewielki obelisk z inskrypcjami w językach polskim i hebrajskim:
```
"
Pomnik ten wzniesiony przez mieszkańców Głogowa w uznaniu wiekopomnych zasług wspólnoty żydowskiej i jej ostatniego duchowego przywódcy rabina Dr Leopolda Lucasa dla rozwoju społeczno-kulturalnego miasta, znajduje się w miejscu zbezczeszczonej przez nazistów w 1938 roku synagogi i upamiętnia tragedię Żydów mieszkających na tym terenie ponad 700 lat aż do wysiedlenia w 1942 roku. Rada Miejska w Głogowie
".
```

## Galeria

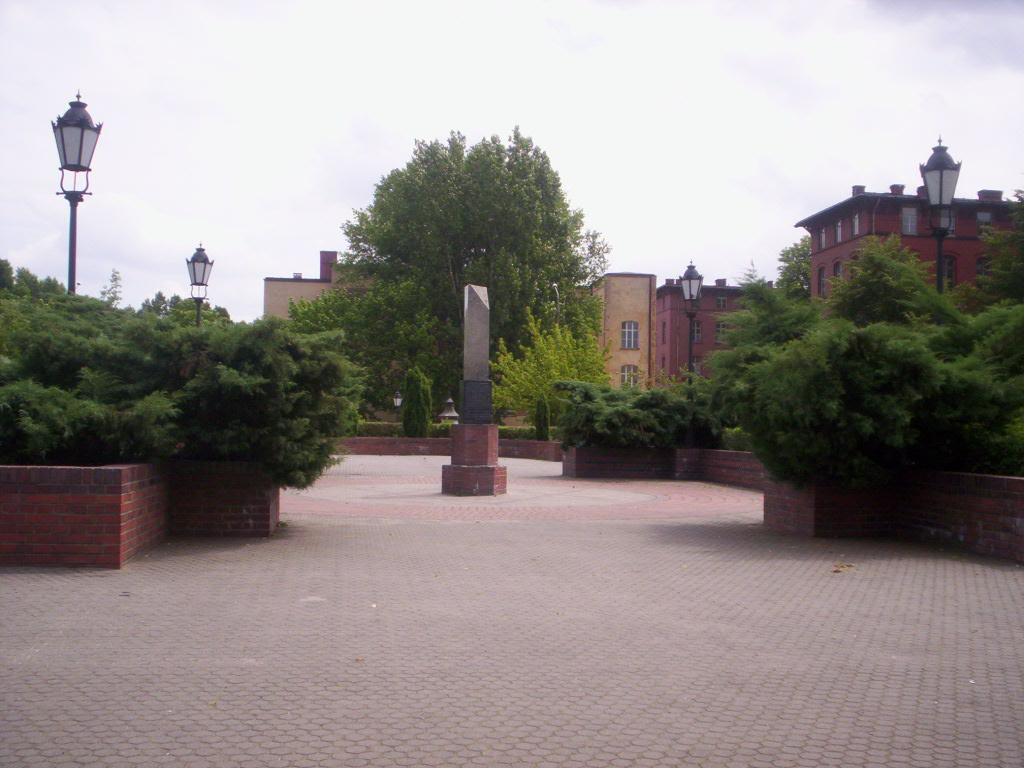
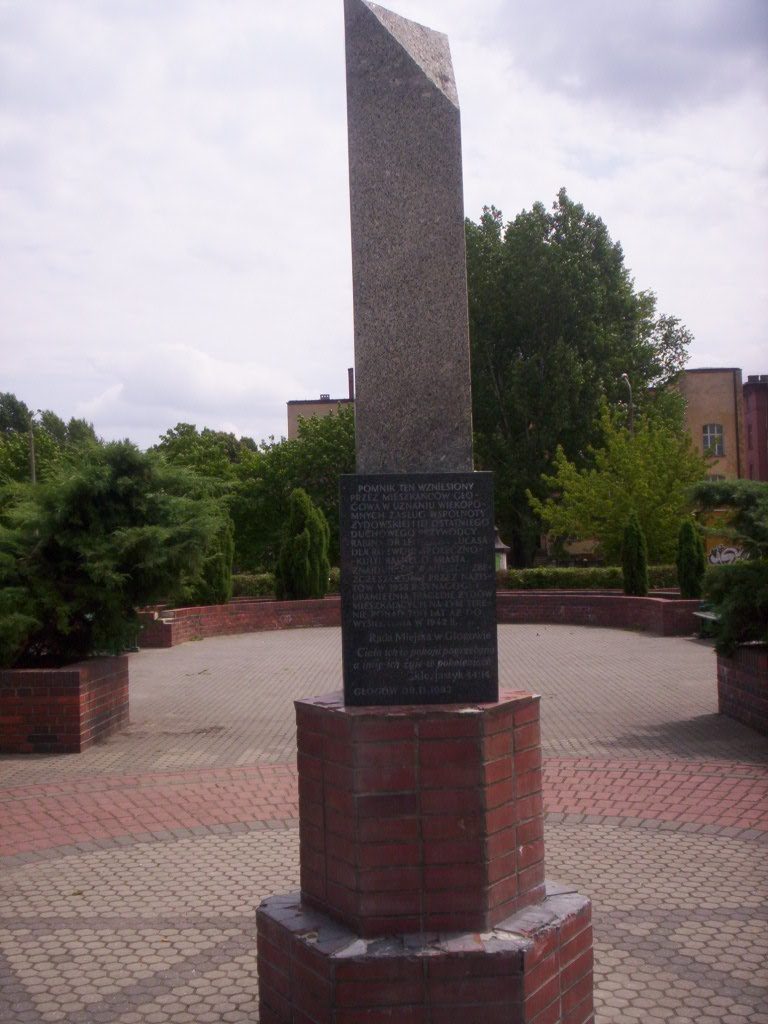
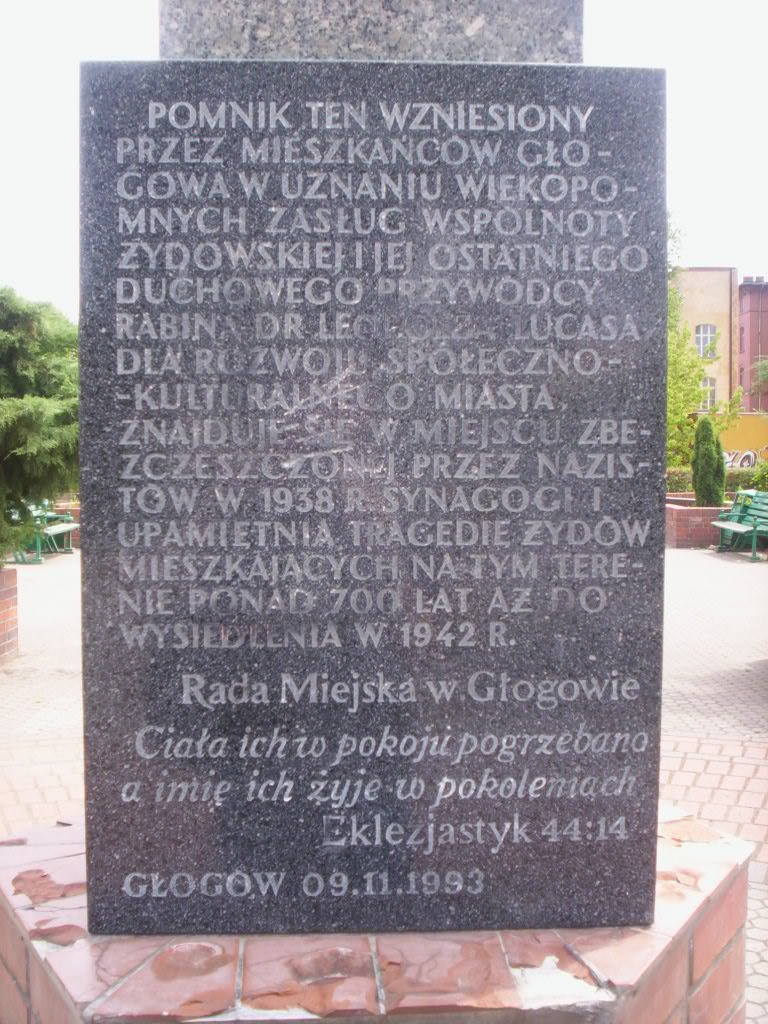
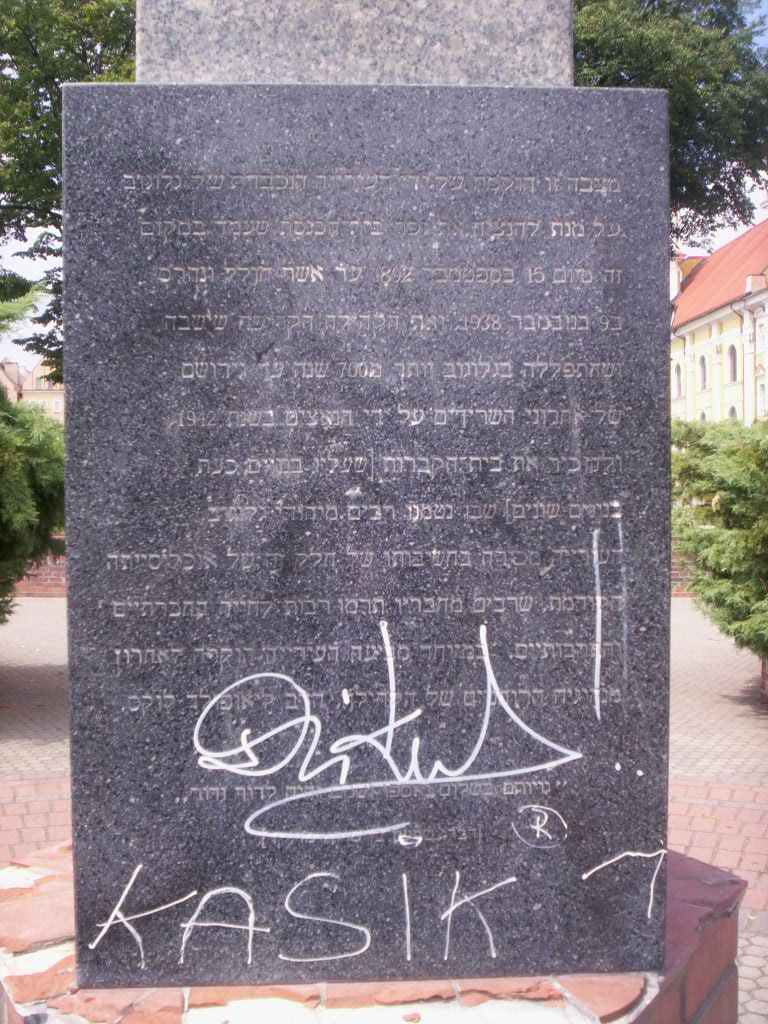